# Burgas und das Meer
Burgas und das Meer (bulgarisch Бургас и морето/Burgas i moreto) ist ein jährliches Sommer-Musikfestival in der Stadt Burgas, die an der Schwarzmeerküste Bulgariens liegt. Das Musikfestival ist für zeitgenössische bulgarische Musik konzipiert und besitzt Wettbewerbscharakter mit Auszeichnungen. Das Festival wurde 1973 zum ersten Mal unter dem Namen Песни за Бургас, морето и неговите трудови хора („Lieder über Burgas, das Meer und seine Arbeiterschaft“) ausgerichtet.
Das Musikfestival findet in der ersten Augustwoche der Sommerbühne der Stadt (auch Sommertheater genannt) statt, im Meeresgarten von Burgas statt. Das Festival steht unter der Schirmherrschaft des Bürgermeisters von Burgas.